# Marinella Macaolo
Marinella Ada Macaolo (1º dicembre 1959) è un'ex calciatrice italiana di ruolo attaccante.
Ha giocato in Serie A con Jolly Catania, Trani e Giugliano.

## Palmarès
- Campionato italiano: 1

Jolly Catania: 1978